# 蔡而烜
蔡而烜，福建漳浦县人，清朝政治人物，同進士出身。
順治十五年（1658年）戊戌科進士，授桐柏縣知縣。